# Thalaina hieroglyphica
Thalaina hieroglyphica är en fjärilsart som beskrevs av Oswald Beltram Lower 1893. Thalaina hieroglyphica ingår i släktet Thalaina och familjen mätare. Inga underarter finns listade i Catalogue of Life.